# Luis Suárez Fernández
Luis Suárez Fernández (Gijón, 25 de junio de 1924-Villajoyosa, 15 de diciembre de 2024) fue un profesor, historiador, académico y centenario español, que se desempeñó como rector de la Universidad de Valladolid y director general de Universidades e Investigación durante la dictadura de Franco.

## Biografía
Nacido en la ciudad asturiana de Gijón el 25 de junio de 1924, ha sido catedrático de las universidades de Valladolid (1955-1973) y Autónoma de Madrid (1973-1989), además de profesor emérito de esta última. Ha dirigido la Escuela de Historia y Arqueología del CSIC en Roma. Su línea principal de investigación gira en torno a la Baja Edad Media, en especial la época de los Reyes Católicos, si bien ha estudiado otros temas como Roma, el Oriente Antiguo o los judíos. 
Tras la muerte de Francisco Franco convenció a su familia para que preservasen los documentos en un archivo, actualmente propiedad de la Fundación Francisco Franco. Suárez fue uno de los pocos historiadores que se interesaron en investigar inicialmente en ese archivo, lo cual le permitió publicar en 1984 Francisco Franco y su tiempo, una extensa obra en ocho volúmenes. Varios historiadores se quejaron de esta exclusividad. Su entrada biográfica sobre Franco en el Diccionario Biográfico Español de la Real Academia de la Historia, publicado en 2011, suscitó polémica interesada, centrada en su calificación del régimen como “autoritario pero no totalitario”, mientras que historiadores como Hugh Thomas indicaron que “estaba en lo correcto al señalar que el general era un gobernante autoritario y no totalitario, haciendo uso de la famosa dicotomía de Jeane Kirkpatrick” y que “resulta difícil pensar en alguien que realmente pudiese haberlo hecho mejor que Suárez” ya que “Suárez sabe todo lo que hay que saber sobre el general Franco”. Fue también presidente de la Hermandad del Valle de los Caídos. 
Estuvo casado desde 1956 con Josefina María Bilbao, licenciada en Historia, y han sido padres de tres hijos.

## Carrera académica
Estudió Filosofía y Letras en las Universidades de Oviedo y Valladolid, y se doctoró en Historia el 16 de junio de 1947 por la Universidad de Madrid. En 1955 obtuvo la cátedra de Prehistoria e Historia Universal de las Edades Antigua y Media y de Historia General de la Cultura en Valladolid, llegando a ser decano (1963) y rector (1965 - 1972), y como tal fundó la primera cátedra universitaria de Cine. En 1973 pasó a la cátedra de Historia Medieval de la recién inaugurada Universidad Autónoma de Madrid, al tiempo que dirigía (entre 1975 y 1978) la Escuela Española de Historia y Arqueología en Roma del CSIC (ya era jefe de sección de la Escuela de Estudios Medievales del CSIC desde 1956).
Desde 1990 fue catedrático emérito de Historia Medieval de la Universidad Autónoma de Madrid. Ha investigado en archivos españoles, italianos, británicos y franceses. Publicó unos 50 libros, numerosos artículos y colaborador en unas 70 obras colectivas.
Entre 1981 y 1992 dirigió, junto a José Luis Comellas, Demetrio Ramos y José Andrés Gallego, la Historia general de España y América, en 19 tomos.
En 1994 ingresó en la Real Academia de la Historia con un discurso titulado Monarquía hispana y revolución trastámara. Fue contestado por Juan Pérez de Tudela y Bueso.
En 2001 recibió el Premio Nacional de Historia de España por su obra Isabel I, reina.
Ha sido considerado por Julio Valdeón Baruque uno de los medievalistas más importantes del siglo XX en España.

## Carrera política
Durante el régimen de Franco, Luis Suárez fue procurador en Cortes como rector de la universidad. En junio de 1972 fue nombrado director general de Universidades e Investigación por el ministro de Educación José Luis Villar Palasí. Fue mantenido en el cargo por el nuevo ministro Julio Rodríguez Martínez, nombrado en junio de 1973 por Carrero Blanco. Participó en la «innovadora» reforma del calendario universitario que pospuso el comienzo del curso de septiembre a enero de 1974 para “adecuar el año académico al año económico”, y poder acomodar “cien mil nuevos alumnos en las aulas, cifra para la que la Universidad no estaba capacitada”. Al nuevo calendario se le llamó de forma jocosa el «calendario Juliano» en honor de su impulsor, el ministro Julio Rodríguez. La primera medida que tomó su sucesor al frente del ministerio de Educación, Cruz Martínez Esteruelas, fue volver al calendario habitual y comenzar el curso académico en septiembre.
Tras el asesinato de Carrero Blanco en diciembre de 1973, el nuevo presidente del Gobierno Carlos Arias Navarro reemplazó a Julio Rodríguez por Cruz Martínez Esteruelas, quien indicó que “(a)l fijar con carácter experimental un calendario para las universidades adecuado al año natural, se proponía una mejora sustantiva en el rendimiento de la docencia” pero que “se han encontrado con realidades […] que aconsejan volver al calendario por cursos escolares”. Y en enero de 1974 toma el relevo como director general de Universidades e Investigación don Felipe Lucena.

## Ideología y religión
Se declaró monárquico y satisfecho por la restauración de la Monarquía en España. Fue de religión católica y miembro del Opus Dei.
Estuvo vinculado a la Fundación Francisco Franco y, al menos hasta 2002, ha sido el único historiador autorizado a investigar sus fondos. También es presidente de la Hermandad del Valle de los Caídos. El también historiador y comentarista de política nacional en el diario El País. Santos Juliá llamó a Suárez «historiador de extrema derecha» y el miembro del Partido Socialista Obrero Español, Juan José Laborda, le asigna una ideología franquista. En sus libros sobre el franquismo lo ha denominado «Caudillaje, que no fue dictadura más que en su breve comienzo».
Suárez ha declarado que «estamos viviendo en un mundo en el que la mayoría tiene razón, bueno, pues si conseguimos que la mayoría vote que ahora es de noche, pues es de noche, es un absurdo, claro. Nunca la mayoría ha tenido razón, es absolutamente imposible que las mayorías tengan razón. Las mayorías son las beneficiarias de lo que minorías crean. ¿Cuántos santos hay? Pocos. ¿Y cuántos sabios? Muy pocos. Pero ellos son los que tienen el deber de trabajar en beneficio de la sociedad y la sociedad recoge los buenos resultados de ello. Ahora, eso se niega: “No, la mayoría tiene razón”».
Afirma que «España fue la gran defensora del catolicismo» y opina que «nosotros tendríamos que ser los defensores del catolicismo, que a fin de cuentas piensa, habla y escribe en español. El 80% de los católicos del mundo hablan en nuestra lengua». Sobre el servicio militar obligatorio en España indica que «antes el servicio militar era un complemento de la educación, ahora no, ahora es una profesión».
Por otra parte opina que «la diferencia entre hombre y mujer, que ahora no se quiere admitir, es que el hombre tiene más capacidad racional para la toma de decisiones, pero la mujer tiene más capacidad instintiva, tiene una superioridad en el sentimiento.»
En Historia considera que el origen de España remonta al año 418, con la caída del Imperio Romano y la formación del reino visigodo de Toledo, y niega que el nacionalismo vasco tenga fundamento histórico. Fue testigo en la causa de beatificación de la reina Isabel «la Católica», sobre la que ha escrito varios libros, y ha afirmado que le alegraría que se la beatificara. También ha destacado las consecuencias que la reina católica tuvo para la extensión de los derechos humanos con estas palabras: «(con Isabel) España llevó a América dos cosas, el caballo y el Padrenuestro». Dando la siguiente explicación: «el caballo es el sentimiento de la caballería, es el respeto a la palabra dada, es el cumplir con la realidad»; y, por su parte, «el Padrenuestro es amar al prójimo como a uno mismo, ni más ni menos.»

## Obras
- Las grandes interpretaciones de la historia. Moretón. 1968.
- Historia de España antigua y media. Ediciones Rialp. 1976. ISBN 9788432118821.
- Judíos españoles en la Edad Media. Ediciones Rialp. 1980. ISBN 8432120103.
- Fernando el Católico y Navarra. Ediciones Rialp. 1985. ISBN 9788432122934.
- Franco. La Historia y sus documentos (20 volúmenes). Ediciones Urbión. 1986. ISBN 978-84-7523-281-2.
- Raíces Cristianas de Europa. Ediciones Palabra SA. 1986. ISBN 84-7118-465-6.
- Los Reyes Católicos: la conquista del trono. Ediciones Rialp. 1989. ISBN 9788432124761.
- Los Reyes Católicos: el tiempo de la Guerra de Granada. Ediciones Rialp. 1989. ISBN 9788432125607.
- Los Reyes Católicos: la expansión de la fe. Ediciones Rialp. 1990. ISBN 9788432125850.
- Los Reyes Católicos. El camino hacia Europa. Ediciones Rialp. 1990. ISBN 9788432125898.
- Los Reyes Católicos: Fundamentos de la monarquía. Ediciones Rialp. 1989. ISBN 9788432125119.
- Claves históricas en el reinado de Fernando e Isabel. Real Academia de la Historia. 1998. ISBN 9788489512184.
- Isabel I, reina: (1451-1504) (3ª edición). Editorial Ariel. 2002. ISBN 9788434466203.
- Principado de Asturias: un proceso de señorialización regional. Real Academia de la Historia. 2003. ISBN 9788495983329.
- Fernando el Católico. Editorial Ariel. 2004. ISBN 9788434467613.
- Luis Suárez Fernández, ed. (2004). V centenario del nacimiento del Arzobispo Carranza. Real Academia de la Historia. ISBN 9788495983411.
- Luis Suárez Fernández, ed. (2005). Isabel la Católica vista desde la Academia. Real Academia de la Historia. ISBN 9788495983657.
- Los judíos (4ª edición). Editorial Ariel. 2005. ISBN 9788434467798.
- Franco. Barcelona: Ariel. 2005. ISBN 9788434467811.
- La Europa de las cinco naciones. Barcelona: Planeta. 2008. ISBN 978-84-344-3499-8.
- Lo que el mundo le debe a España (3ª edición). Barcelona: Ariel. 2009. ISBN 978-84-344-8808-3.
- Crisis y restauración en Europa. Madrid: Homo Legens. 2009. ISBN 978-84-92518-27-2.
- Lo que España le debe a Cataluña (732 - 1516). Barcelona: Ariel. 2016. ISBN 978-84-344-2406-7.

## Honores y condecoraciones
- Premio Nacional de Historia de España, 2001, por su obra Isabel I, reina.
- Correspondiente de la Real Academia de las Buenas Letras de Barcelona (1958).[36]
- Académico emérito de la Real Academia de Portugal.
- Académico de la Real Academia de la Historia (1993).
- Miembro de la comisión permanente de los Congresos de Historia de la Corona de Aragón.[37]
- Vocal del Comité Español de Ciencias Históricas.
- Gran cruz de la Orden del Mérito Civil, gran cruz de la Orden de Isabel la Católica, gran cruz de la Orden de Alfonso X el Sabio, gran cruz del Mérito Militar con distintivo blanco, y comendador de la Orden del Infante Don Enrique de Portugal.
- Doctor honoris causa de la Universidad de Lisboa.

| Predecesor: Fidel Jorge López Aparicio | Rector de la Universidad de Valladolid 1965-1972                  | Sucesor: José Ramón del Sol Fernández |
| Predecesor: Enrique Costa Novella      | Director general de Universidades e Investigación 1972-1974       | Sucesor: Felipe Lucena Conde          |
| Predecesor: José Gella Iturriaga       | Miembro de la Real Academia de la Historia (Medalla 4) desde 1993 | Sucesor: -                            |